# Moetzes Gedolei HaTorah
Moetzes Gedolei HaTorah (hébreu : מועצת גדולי התורה, "Conseil des Grands Sages de la Torah") est le conseil suprême rabbinique des mouvements de l'Agoudat Israel et Degel HaTorah. Les rabbins membres de ce conseil sont des Roshei Yeshiva ou des Rebbes hassidiques, reconnus comme des autorités, dans le monde haredi. Le pouvoir de ce conseil est consultatif et théorique, mais influent. L'actuel président est le rabbin Gershon Edelstein, Rosh Yeshiva de la yechiva de Ponevezh, et chef spirituel du parti Degel HaTorah en Israël.

## Histoire

### En Europe
L'Agoudat Israel est fondée en octobre 1912 à Katowice. Deux conseils sont alors établis: l'un composé de membres réguliers, l'autre de rabbins éminents  provenant de divers pays.